# Copa Félix Bogado
La Copa Félix Bogado fue un torneo amistoso de fútbol que se jugaba entre la selecciones de Argentina y Paraguay, se jugaron solamente tres ediciones entre 1976 y 1983.
La primera edición la ganó Argentina en 1976, mientras que las otras dos ediciones las ganó Paraguay en 1977 y en 1983.
En la primera edición de este torneo se jugó paralelamente durante la Copa del Atlántico 1976, torneo en el que además participaban las selecciones de Brasil y Uruguay. Y en el que también estaban en juego otras copas como la Copa Roca entre Argentina y Brasil, la Copa Lipton y la Copa Newton ambas entre Argentina y Uruguay, la Copa Oswaldo Cruz entre Brasil y Paraguay, y la Copa Río Branco entre Brasil y Uruguay; todos los partidos fueron de ida y vuelta y sin sede fija.
Las dos ediciones posteriores se jugaron independientemente.
Las reglas del torneo consistían en que la selección que obtenga el mayor número de puntos se quedaba con la Copa Félix Bogado.

## Campeonatos
| Año           | Sede                 | Campeón   | Final Resultados   | Subcampeón |
| ------------- | -------------------- | --------- | ------------------ | ---------- |
| 1976 Detalles | Paraguay y Argentina | Argentina | 3:2 2:2            | Paraguay   |
| 1977 Detalles | Argentina y Paraguay | Paraguay  | 1:2 2:0 (3:1 pen.) | Argentina  |
| 1983 Detalles | Paraguay y Argentina | Paraguay  | 1:0 0:0            | Argentina  |

## Títulos por país
| Selección | Campeón        | Subcampeón     |
| --------- | -------------- | -------------- |
| Paraguay  | 2 (1977, 1983) | 1 (1976)       |
| Argentina | 1 (1976)       | 2 (1977, 1983) |